# ملودی گاردو
ملودی گاردو (به انگلیسی: Melody Gardot) (متولد ۲ فوریه ۱۹۸۵)، خواننده، آهنگساز و موزیسین جاز آمریکایی است.
سبک موسیقی ملودی گاردو تأثیر گرفته از هنرمندان سبک جز و بلوز همچون جودی گارلند، جنیس جاپلین، مایلز دیویس، دوک الینگتون، استن گتز، جورج گرشوین و همچنین هنرمندان موسیقی لاتین همچون کاتانو ولوسو می‌باشد. برخی منتقدان موسیقی او را با نینا سیمون مقایسه کرده‌اند.

## سال‌های اول زندگی
ملودی گاردو در نیوجرزی به دنیا آمد و سال‌های اول زندگی را بیشتر نزد پدر بزرگ و مادر بزرگ اش گذراند. مادر بزرگ او مهاجری لهستانی و مادرش عکاسی بود که بیشتر به کار و سفر اشتغال داشت. به علت نقل مکان‌های فراوان آنها معمولاً زندگی خانه به دوش و اموال و دارایی بسیار کمی داشتند.
گاردو دانش آموختهٔ رشتهٔ مد در کالج فیلادلفیا است.

## تصادف و تراپی
ملودی گاردو در ۱۹ سالگی و هنگامی که سوار بر دوچرخه بود توسط یک جیپ چروکی که راننده‌اش چراغ قرمز را نادیده گرفته بود مورد اصابت قرار گرفت. او دچار آسیب‌های جدی از ناحیه سر و ستون فقرات شد، لگن او در دو ناحیه شکست و برای یک سال تمام در بیمارستان بستری شد. از عوارض دیگر این آسیب دیدگی‌ها از دست دادن بخشی از حافظه کوتاه و بلند مدت بود که گاردو را مجبور به یادگیری مجدد بسیاری از فعالیت‌های ساده روزمره کرد. او کنار آمدن روزانه با این شرایط را به «صعود به قله اورست» تشبیه می‌کند، شرایطی مانند برخاستن از خواب بدون اینکه او به یاد داشته باشد که آن روز چه کارهایی برای انجام دارد. ظاهری‌ترین عوارض این حادثه استفادهٔ دائمی او از عینک تیره در نتیجهٔ حساسیت شدید به نور می‌باشد.
به توصیهٔ پزشک معالجش که اعتقاد داشت موسیقی می‌تواند باعث بهبود چشمگیر آسیب‌های مغزی او شود، گاردو شروع به ساختن آهنگ کرد و از آن پس همواره در مورد اثرات مثبت استفاده از موسیقی در تراپی تبلیغ کرده است. این تصادف باعث ایجاد آسیب به شبکه‌های عصبی رابط بین دو قشای مغزی مسئول ادراک و عملکرد روحی، و در نتیجه بروز اختلالات کلامی و برقراری ارتباط در او شد، طوری که او به زحمت می‌توانست واژه‌های مناسبی برای بیان احساساتش بیابد.
تصور می‌شود که موسیقی، هم گوش دادن به آن و هم تلاش برای همراهی کردن آن به صورت آواز یا زمزمه، می‌تواند به مغز در ایجاد شبکه‌های عصبی جدید کمک کند. او ابتدا با زمزمه کردن و سپس با خواندن آواز در دستگاه ضبط، موفق شد پیشرفت موفقیت آمیزی در بهبود شرایطش داشته باشد و در نتیجه شروع به ساختن آهنگ‌هایی کرد که موضوع آنها بعضاً این حادثه و ریکاوری بعد از آن بود.

## حرفه موسیقی
گاردو اولین درس‌های موسیقی را در سن ۹ سالگی آموخت. در ۱۶ سالگی در آخر هفته‌ها شبی چهار ساعت در بارهای فیلادلفیا پیانو می‌نواخت. او همواره اصرار داشت که تنها آهنگ‌های مورد علاقه‌اش را بنوازد، از استانداردهای ماماز اند پاپاز و دوک الینگتون گرفته تا گروه‌های مدرن مانند ردیوهد.
او در طول مدتی که در بیمارستان بستری بود نواختن گیتار را فراگرفت و شروع به آهنگسازی کرد. این آهنگ‌ها به صورت دانلود دیجیتال در iTunes و بعد تر در سال ۲۰۰۵ در قالب آلبومSome Lessons : the Bedroom Sessions منتشر شدند. اولین آلبوم استودیویی او با نام "Worrisome Heart " ابتدا در سال ۲۰۰۶ و سپس در سال ۲۰۰۸ توسط لیبل Verve منتشر شد. آلبوم دوم او My One And Only Thrill در آوریل ۲۰۰۹ منتشر شد و یکی از تک آهنگ‌های این آلبوم با عنوان "?Who Will Comfort Me" جزو ده آهنگ برتر رادیو Smooth Jazz بود. در تاریخ ۸ خرداد ۱۳۹۱ ملودی گاردو آلبوم جدید خود را به نام The Absence منتشر کرد که با استقبال بی نظیر هواداران روبه رو شد.

## آثار منتشر شده

### آلبوم‌های استودیویی
1. ۲۰۰۸ - قلبِ نگران - Worrisome Heart
2. ۲۰۰۹ - هیجانِ تک و تنهای من - My One and Only Thrill
3. ۲۰۱۲ - غیبت - The Absence
4. ۲۰۱۵ - ارزشِ بشر - Curreny of Men
5. ۲۰۲۰ - غروب آبی - Sunset in the Blue

### آلبوم‌های چندآهنگه
1. ۲۰۰۵ - چند درس: اجراهای اتاق خواب - Some Lessons: The Bedroom Sessions
2. ۲۰۰۹ - زنده از سوهو - Live From SoHo
3. ۲۰۱۰ - آلبوم چندآهنگه بای‌بای پرندهٔ سیاه - Bye Bye Blackbird EP
4. ۲۰۱۱ - آلبوم چندآهنگه شبی با ملودی - A Night with Melody Ep